# Ходжали (аеропорт)
Ходжали́нський аеропо́рт — аеропорт у Азербайджані близ міста Ходжали за 10 км на північний схід від Ханкенді. Протягом окупації Вірменією території Нагірного Карабаху, називався «Степанакертський аеропорт» і був єдиним летовищем НКР, здатним приймати великі літаки. Після час Карабаського конфлікту перейменований Верховною радою Азербайджану на Ходжалинський аеропорт.

## Історія
До кінця 1980-х аеропорт обслуговував регулярні пасажирські рейси Єреван — Степанакерт. З початком Карабаського конфлікту і встановленою владою Азербайджанської РСР блокади Вірменської РСР і НКАО, аеропорт став єдиним засобом зв'язку окупованого вірменськими військами регіону із зовнішнім світом.
Азербайджанське керівництво докладало зусиль для закриття аеропорту — зокрема, різко скоротивши кількість авіарейсів, а також забудовуючи сусіднє село Ходжали (за версією НКР — Іванян) з азербайджанським населенням (за кілька років населення села зросло більш ніж утричі, причому, нові будинки будувалися в безпосередній близькості від злітно-посадочної смуги). Азербайджанський ЗПОН зробив невдалу спробу захоплення аеропорту, що перебував під контролем підрозділів Внутрішніх військ СРСР.
Пізніше керівництво СРСР передало летовище під контроль азербайджанського ОПОНу і вивело внутрішні війська, після чого в листопаді 1990 р. аеропорт було закрито. Тодішній президент Азербайджану А. Н. Муталібов віддав розпорядження зруйнувати ЗПС і аеродромне обладнання, але воно не було виконано.
26 лютого 1992 р. так звані сили самооборони НКР захопили село й летовище, після чого аеропорт використовувався для потреб військово-повітряних сил НКР і чартерного вертолітного сполучення з Єреваном.
Наприкінці 2000-х років уряд НКР планував почати експлуатацію аеропорту для малої авіації, 28 жовтня 2008 року було схвалено законопроєкт «Про авіацію».

## Події
- 1 серпня 1990 р. зазнав аварії цивільний літак Як-40 (бортовий номер CCCP-87453[5]), що виконував рейс Єреван — Степанакерт. Загинули всі 39 пасажирів та 4 члени екіпажу. Після організації пошуково-рятувальних робіт уламки літака і тіла загиблих були виявлені на північному сході Кашатазького району. За офіційною версією комісії Державіанагляду СРСР і представників Азербайджанської РСР, які проводили розслідування, літак розбився через втрату орієнтації за слабкої видимості. Співробітники аеропорту провели паралельне розслідування і висунули дві інші неофіційні версії, зокрема, перевантаження.

## Відновлення польотів
Степанакертський аеропорт планували відкрити в середині літа 2011 року, але експлуатація не почалася. 2014 року повторно планувалось відкриття. В квітні 2016-го польоти все ще не виконувались. За інформацією представників аеропорту, його було забезпечено необхідними радіолокаційними і навігаційними системами, сучасним обладнанням. Був готовий до запуску центр з координації злетів і посадок. Довжина злітної смуги аеропорту становить 2,3 км. Локатори дозволяють спостерігати за літаками на відстані до 150 кілометрів. Перевезенням пасажирів мала займатися авіакомпанія «Ейр Арцах».

### Реакція
Представники Азербайджану оголосили, що у випадку відкриття аеропорту МО АР збиватиме літаки, які здійснюватимуть посадку в Степанакертському аеропорті. Голова ОБСЄ, глава МЗС Литви Аудроніс Ажубаліс, посол США в Азербайджані Метью Брайза та посол США у Вірменії — Марі Йованович засудили ці заяви.